# Castillo de Villaviciosa de Odón
El castillo de Villaviciosa de Odón es un palacio-fortaleza complejo ubicado en la localidad del mismo nombre, cerca de Madrid, España. Está situado en la Avenida de Madrid. Como todos los castillos, se encuentra bajo la protección de la Declaración genérica del Decreto de 22 de abril de 1949 y la Ley 16/1985 sobre el Patrimonio Histórico Español.

## Historia
La primera construcción en el lugar fue construida en el siglo XV por los condes de Chinchón. En 1496, los marqueses de Moya, Andrés de Cabrera y Beatriz Fernández de Bobadilla, construyeron el primer castillo. Durante la Revuelta de los Comuneros, los capitanes Diego de Heredia y Antonio de Mesa, derribaron el castillo en 1521. En 1583 don Diego Fernández de Cabrera y Bobadilla, tercer conde de Chinchón, encargó su reconstrucción al arquitecto real Juan de Herrera, quien hizo una de las torres diferente de las demás, dando al castillo más perfil asimétrico. Dos siglos más tarde, en 1738, el rey Felipe V compró el condado y le concedió el título de Conde de Chinchón y la propiedad del castillo a su hijo el infante Luis (hermanastro de Fernando VI). Él, a su vez, encargó a Ventura Rodríguez la restauración del castillo y se le dio a la localidad su nombre actual, Villaviciosa de Odón. El 17 de agosto de 1758, después de la muerte de su esposa Bárbara de Braganza, Fernando VI se trasladó a la fortaleza, donde murió al año siguiente. 
En 1797 María Teresa de Borbón, condesa de Chinchón, cuyo retrato fue pintado por Goya, se casó con el primer ministro Manuel Godoy, favorito de Carlos IV. En 1808, tras haberse separado de la Condesa, Godoy fue destituido de sus cargos y honores tras el Motín de Aranjuez, y encerrado en este castillo, que había pertenecido a su suegro.

### Primera Escuela de Ingenieros de Montes

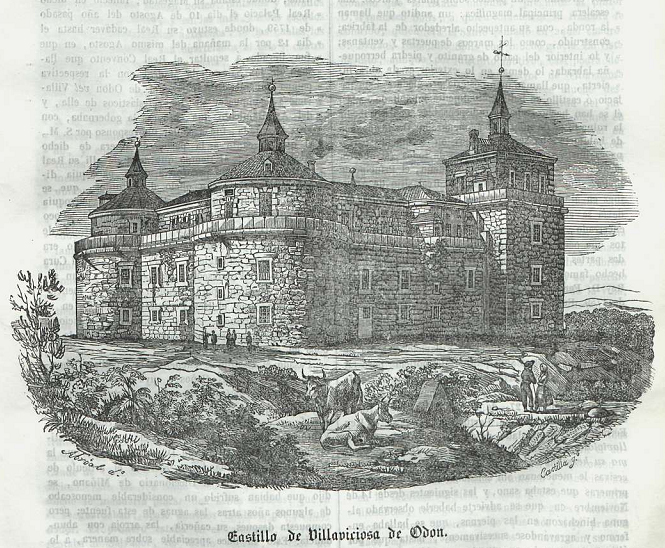
Grabado de la década de 1840, cuando sirvió de sede a la primera escuela forestal de España

En 1846, se creaba la primera Escuela de Ingenieros de Montes de España, la Escuela de Especial de Ingenieros de Montes, que ocuparía y adaptaría el Castillo y la finca anexa dos años después, comenzando sus clases el 2 de enero de 1848. La Escuela de Ingenieros de Montes se trasladó a la Casa de Oficios del Monasterio de San Lorenzo de El Escorial en 1870, permaneciendo allí hasta 1914, año en que se trasladó a Madrid, en donde permanece desde entonces, dependiendo hoy de la Universidad Politécnica de Madrid.

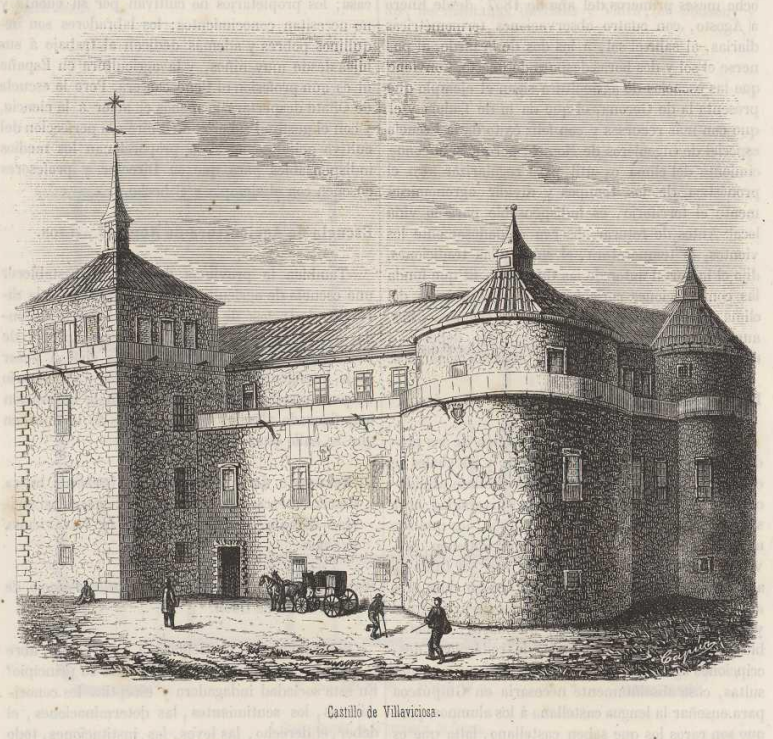
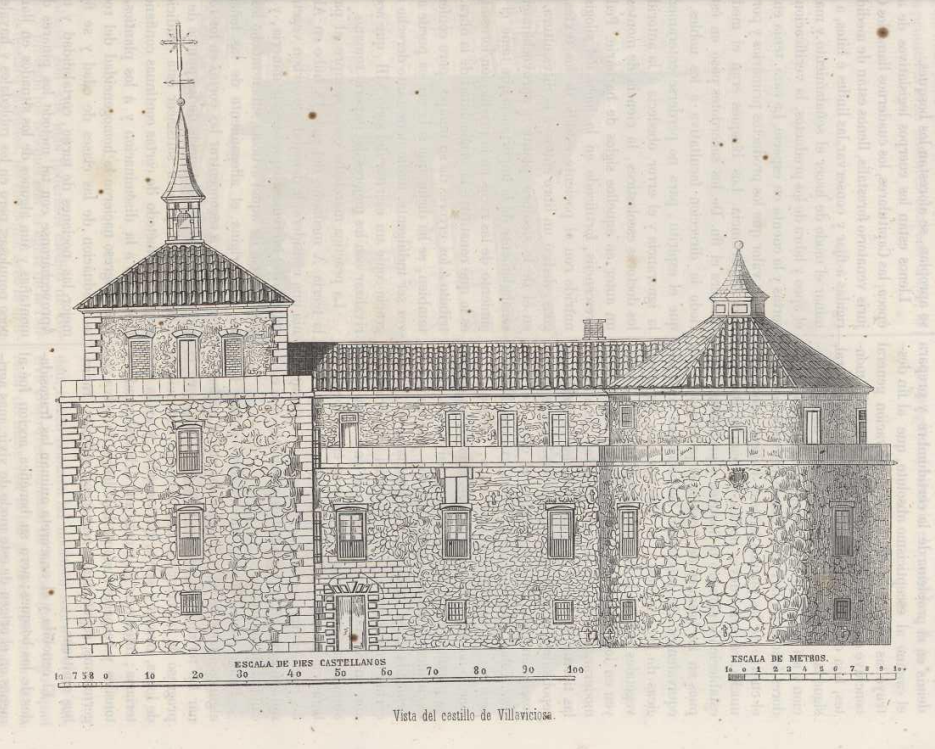
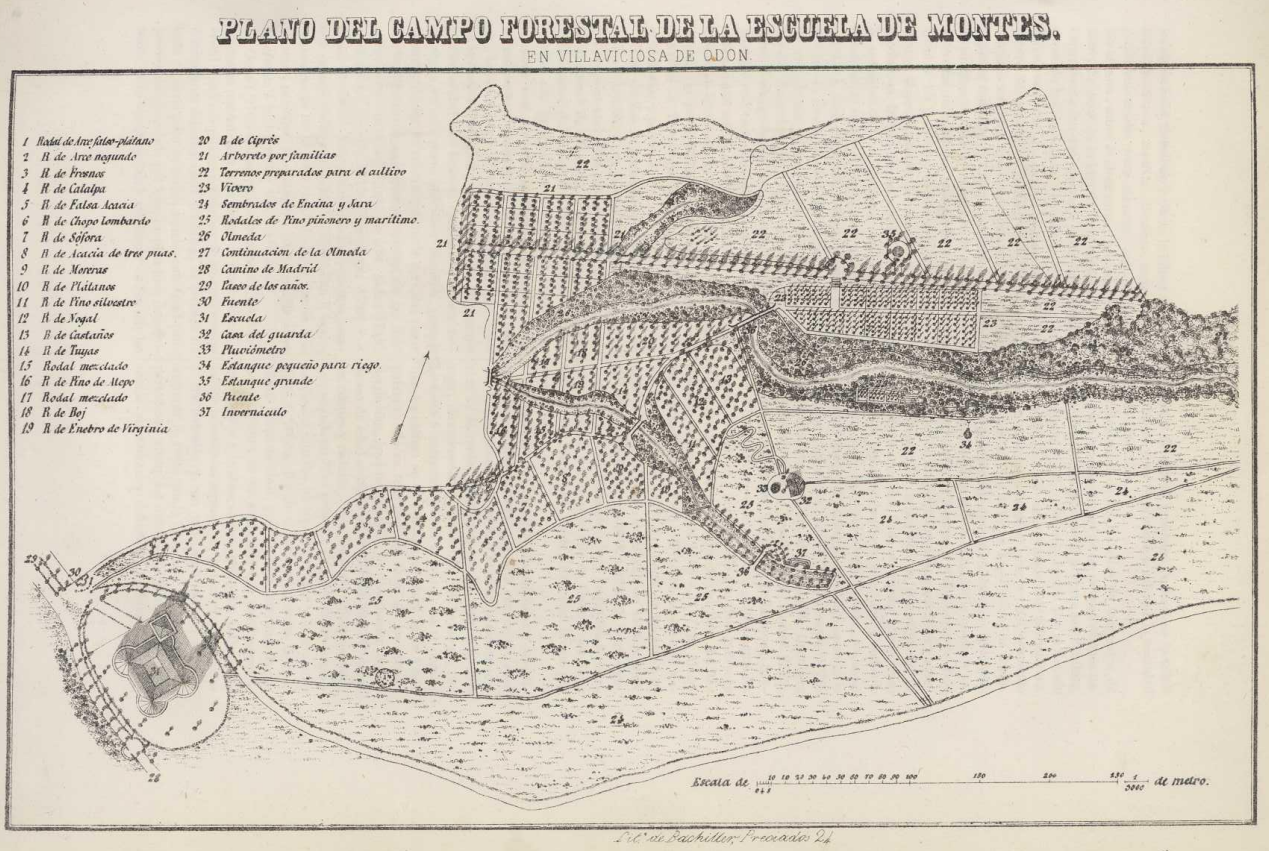
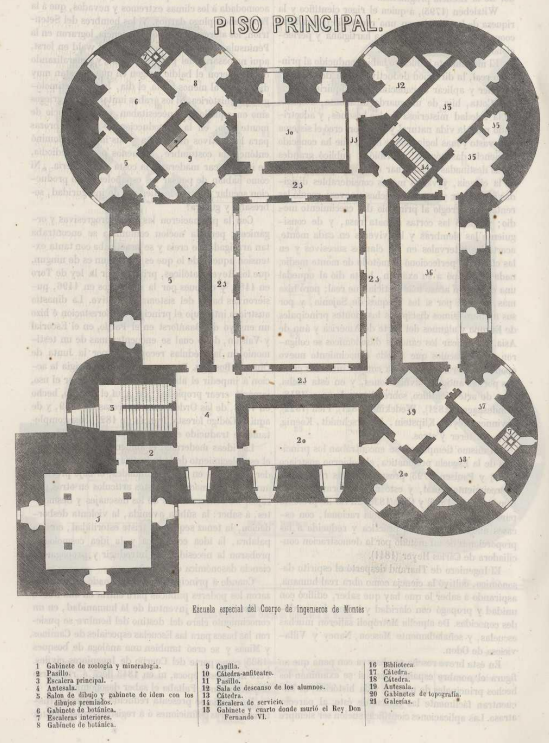
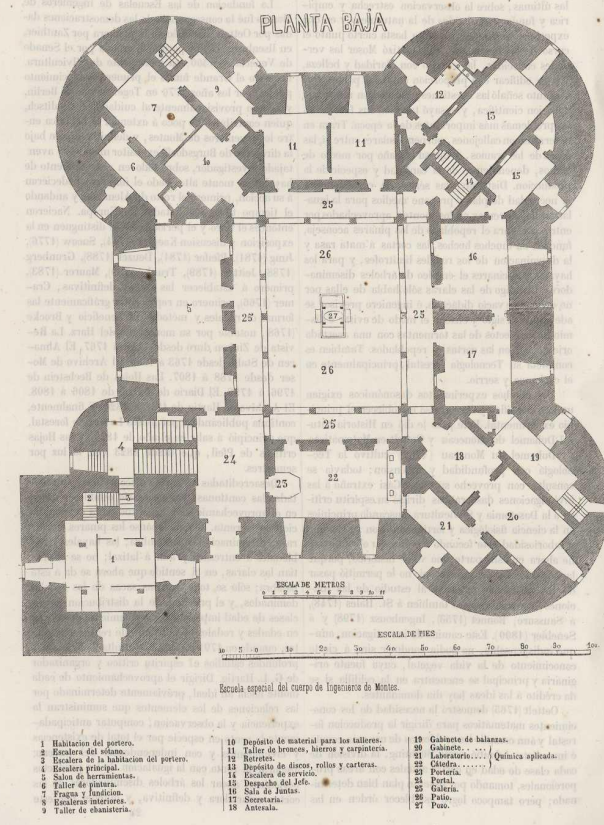
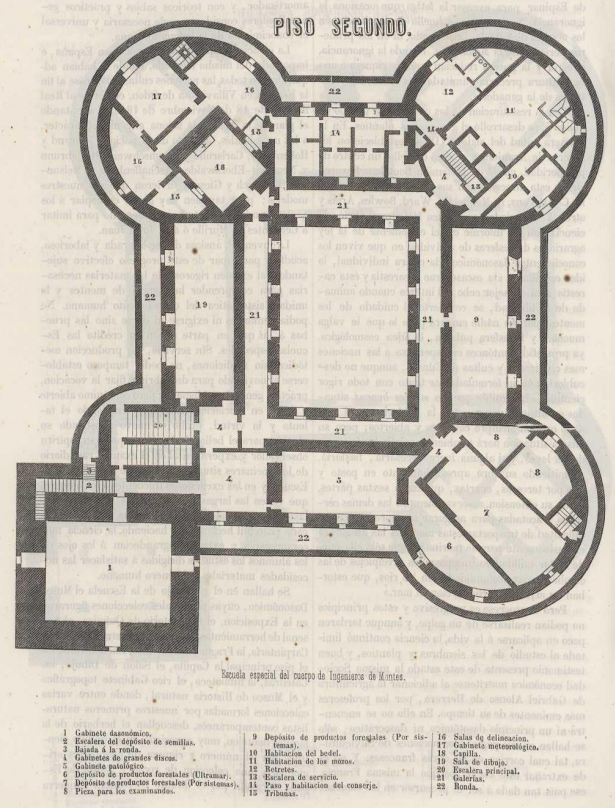

### Escuela militar
Tras la salida de la escuela forestal, el castillo de Villaviciosa de Odón se destinó a uso militar en 1886, con la instalación del Colegio de Educandos del Cuerpo de Carabineros, aunque por poco tiempo. Igual que otros castillos, fue usado como granero y casa de labor durante muchos años. Durante la Guerra Civil fue saqueado y sirvió como alojamiento tanto de las tropas republicanas como de las del bando franquista.
En 1965 fue adquirido por el Estado a los propietarios, descendientes de los condes de Chinchón, siendo restaurado en profundidad; desde 1972 alberga el Archivo Histórico General del Aire.